# Česko-slovenská interliga v házené žen 2024/2025
Sezóna 2024/2025 byla 23. ročníkem Česko-slovenské interligy v házené žen, která je nejvyšší soutěží v házené žen na území Česka a Slovenska.
První místo z předchozí sezóny obhajoval tým Iuventa Michalovce. Vítězem se stal tým HC DAC Dunajská Streda.

## Formát
Soutěž měla pouze dlouhodobou část, po které se soutěž rozdělila na českou část (devět týmů hrálo o konečné umístění v rámci Česka) a slovenskou část (tři týmy hrály o konečné umístění v rámci Slovenska).

## Účastníci
Ročníku 2024/25 se zúčastnilo následujících 12 klubů.
| Klub                   | Město                | Hřiště                                                    | Umístění v ročníku 2023/24 | Počet mistrovských titulů |
| ---------------------- | -------------------- | --------------------------------------------------------- | -------------------------- | ------------------------- |
| IUVENTA Michalovce     | Michalovce           | Chemkostav Arena                                          | Zlatá medaile              | 11                        |
| HC DAC Dunajská Streda | Dunajská Streda      | Mestská športová hala                                     | Stříbrná medaile           | 2                         |
| DHK Baník Most         | Most                 | Sportovní hala Most                                       | Bronzová medaile           | 3                         |
| Házená Kynžvart        | Cheb, Lázně Kynžvart | Lokomotiva D-PRODUKT ARÉNA, Sportovní hala Milana Prokeše | 4                          | 0                         |
| DHC Slavia Praha       | Praha                | Hala Eden                                                 | 5                          | 2                         |
| TJ Sokol Písek         | Písek                | Oblouková hala                                            | 6                          | 0                         |
| DHK Zora Olomouc       | Olomouc              | Sportovní hala DHK ZORA                                   | 7                          | 0                         |
| HK Slovan Duslo Šaľa   | Šaľa                 | Mestská športová hala                                     | 8                          | 2                         |
| DHC Plzeň              | Plzeň                | Městská sportovní hala                                    | 9                          | 0                         |
| Handball Club Zlín     | Zlín                 | Sportovní hala Euronics                                   | 10                         | 0                         |
| DHC Sokol Poruba       | Ostrava              | Hala Sareza                                               | 11                         | 0                         |
| HK Hodonín             | Hodonín              | Sportovní hala v Hodoníně                                 | 12                         | 0                         |

## Konečná tabulka
| Poř. | Tým                    | Z  | V  | R | P  | VG  | OG  | B  | Pozn.                      |
| ---- | ---------------------- | -- | -- | - | -- | --- | --- | -- | -------------------------- |
| 1    | HC DAC Dunajská Streda | 22 | 20 | 0 | 2  | 682 | 504 | 40 | Nadstavba Slovensko        |
| 2    | DHK Baník Most         | 22 | 17 | 0 | 5  | 729 | 606 | 34 | Semifinále play-off Česko  |
| 3    | Iuventa Michalovce     | 22 | 17 | 0 | 5  | 674 | 541 | 34 | Nadstavba Slovensko        |
| 4    | Házená Kynžvart        | 22 | 15 | 0 | 7  | 674 | 525 | 30 | Semifinále play-off Česko  |
| 5    | DHC Slavia Praha       | 22 | 14 | 0 | 8  | 630 | 599 | 28 | Čtvrtfinále play-off Česko |
| 6    | Sokol Písek            | 22 | 11 | 1 | 10 | 663 | 659 | 23 | Čtvrtfinále play-off Česko |
| 7    | HK Slovan Duslo Šaľa   | 22 | 9  | 2 | 11 | 637 | 626 | 20 | Nadstavba Slovensko        |
| 8    | DHK Zora Olomouc       | 22 | 9  | 0 | 13 | 611 | 679 | 18 | Čtvrtfinále play-off Česko |
| 9    | Handball club Zlín     | 22 | 7  | 1 | 14 | 528 | 612 | 15 | Čtvrtfinále play-off Česko |
| 10   | TJ Sokol Poruba        | 22 | 4  | 0 | 18 | 520 | 624 | 8  | Play-out Česko             |
| 11   | HK Hodonín             | 22 | 2  | 3 | 17 | 555 | 738 | 7  | Play-out Česko             |
| 12   | DHC Plzeň              | 22 | 3  | 1 | 18 | 492 | 682 | 7  | Play-out Česko             |

|  | Nadstavba Slovensko      |
|  | Postup do play-off Česko |
|  | Play-out Česko           |

## Národní play-off Česko
Dva nejlepší české týmy v tabulce základní části interligy (DHK Baník Most a Házená Kynžvart) postoupily přímo do semifinále Národního play-off.

### Čtvrtfinále
| Tým 1            | Celkem | Tým 2            | Zápasy | Zápasy |
| ---------------- | ------ | ---------------- | ------ | ------ |
| DHC Slavia Praha | 62:53  | HC Zlín          | 31:23  | 31:30  |
| Sokol Písek      | 72:62  | DHK Zora Olomouc | 33:30  | 39:32  |

### Semifinále
| Tým 1           | Série | Tým 2            | Zápasy      | Zápasy | Zápasy |
| --------------- | ----- | ---------------- | ----------- | ------ | ------ |
| DHK Baník Most  | 2:0   | Sokol Písek      | 41:36       | 30:31  |        |
| Házená Kynžvart | 1:2   | DHC Slavia Praha | 25:25 (3:4) | 28:26  | 22:30  |

### O 5. místo
| Tým 1            | Celkem | Tým 2   | Zápasy | Zápasy |
| ---------------- | ------ | ------- | ------ | ------ |
| DHK Zora Olomouc | 58:52  | HC Zlín | 29:23  | 29:29  |

### O 3. místo
| Tým 1           | Série | Tým 2       | Zápasy | Zápasy |
| --------------- | ----- | ----------- | ------ | ------ |
| Házená Kynžvart | 2:0   | Sokol Písek | 35:25  | 37:23  |

### Finále
| Tým 1          | Série | Tým 2            | Zápasy | Zápasy |
| -------------- | ----- | ---------------- | ------ | ------ |
| DHK Baník Most | 2:0   | DHC Slavia Praha | 35:24  | 37:34  |

Mistryněmi Česka se staly hráčky DHK Baník Most, které zvítězily ve finálové sérii proti týmu DHC Slavia Praha.

## Národní play-out Česko
Do skupiny o udržení si týmy přenesly body ze základní části.
| Poř. | Tým             | Z | V | R | P | VG  | OG  | B  | Pozn. |
| ---- | --------------- | - | - | - | - | --- | --- | -- | ----- |
| 1    | DHC Plzeň       | 4 | 2 | 1 | 1 | 114 | 104 | 12 |       |
| 2    | TJ Sokol Poruba | 4 | 1 | 1 | 2 | 102 | 102 | 11 |       |
| 3    | HK Hodonín      | 4 | 2 | 0 | 2 | 109 | 119 | 11 |       |

## Konečné pořadí – Česko
| Zlatá medaile    | DHK Baník Most   | Předkolo EHF Evropské ligy 2025/26    |
| Stříbrná medaile | DHC Slavia Praha |                                       |
| Bronzová medaile | Házená Kynžvart  | 3. kolo EHF Evropského poháru 2025/26 |
| 4                | Sokol Písek      |                                       |
| 5                | DHK Zora Olomouc |                                       |
| 6                | HC Zlín          |                                       |
| 7                | DHC Plzeň        |                                       |
| 8                | Sokol Poruba     |                                       |
| 9                | HK Hodonín       | Baráž o udržení                       |

## Baráž – Česko
V baráži o účast v příštím ročníku interligy nastoupil poslední tým Národního play-out Česko proti vítězi 1. české ligy. Utkání se konalo na neutrální půdě ve Velké nad Veličkou. HK Hodonín udržel interligovou příslušnost proti družstvu Sokol Vršovice po vítězství 4:3 na sedmimetrové hody.
| Tým 1      | Celkem | Tým 2          | Výsledek    |
| ---------- | ------ | -------------- | ----------- |
| HK Hodonín | 31:30  | Sokol Vršovice | 27:27 (4:3) |

## Nadstavba Slovensko
Vzhledem k počtu účastníků se o konečné pořadí v Mistrovství Slovenska nehrálo systémem play-off, ale systémem každý s každým. Mistryněmi Slovenska se staly hráčky Iuventa Michalovce.
| Poř.             | Tým                    | Z | V | R | P | VG  | OG  | B | Pozn.                                 |
| ---------------- | ---------------------- | - | - | - | - | --- | --- | - | ------------------------------------- |
| Zlatá medaile    | Iuventa Michalovce     | 4 | 4 | 0 | 0 | 115 | 100 | 8 | 3. kolo EHF Evropského poháru 2025/26 |
| Stříbrná medaile | HK Slovan Duslo Šaľa   | 4 | 2 | 0 | 2 | 119 | 124 | 4 | 2. kolo EHF Evropského poháru 2025/26 |
| Bronzová medaile | HC DAC Dunajská Streda | 4 | 0 | 0 | 4 | 107 | 117 | 0 | 2. kolo EHF Evropského poháru 2025/26 |